# Чікан

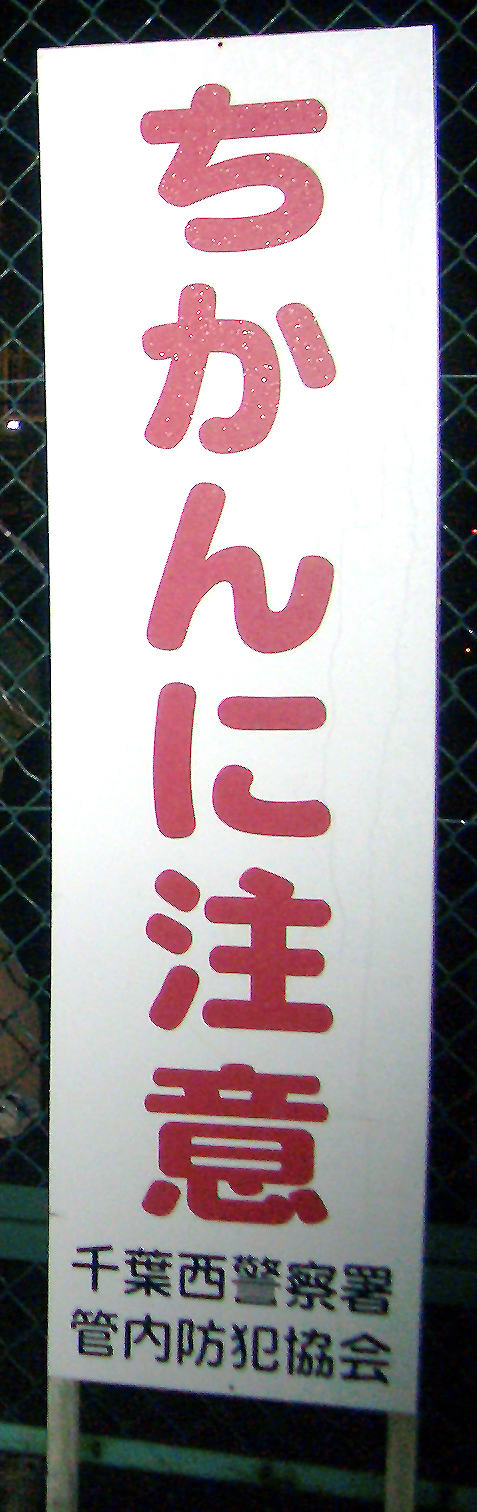
Знак біля велосипедної стоянки в Тіба, Японія, попереджає «Остерігайтеся Чікана!»

Чікан (痴漢,チカン, абоちかん) — сексуальні домагання або інші непристойні дії, вчинені проти волі потерпілої або особи, яка вчиняє такі дії. Термін часто використовується для опису чоловіків, які користуються переповненістю громадського транспорту, щоб лапати жінок, хоча чоловіки також можуть бути жертвами чікану. Хоча цей термін не визначено в японській правовій системі, використання в народній мові описує дії, які порушують кілька законів. Неологізм, що належить до жіночого відповідника чікану, — чідзьо.
У клінічній психології такі дії називаються фроттеризмом. У той час як жінки в переповнених потягах в Японії є найчастішими цілями чікану, сексуальні хижаки в Японії можуть використовувати людей і в інших ситуаціях. Однією з таких ситуацій (попереджено на зображенні знака) є велосипедні стоянки, де хуліган чекає, поки жінка чи чоловік нахилиться, відмикаючи замок велосипеда, а потім обмацує їх ззаду. Чікан часто фігурує в японській порнографії разом з іншими темами без згоди. У рамках зусиль по боротьбі з чіканом деякі залізничні компанії призначили жіночі пасажирські вагони.

## Статистика
У Національному поліційному агентстві Японії повідомляють, що щороку затримують близько 2-3 тисяч чіканів.